# Roland Grapow
Roland Grapow (n. 30 de agosto de 1959 en Hamburgo, Alemania) en es un guitarrista alemán conocido por su trabajo en bandas como Helloween o Masterplan.
Grapow posee un estudio personal en Zvolenská Slatina, Eslovaquia donde ha producido discos para diversos artistas.

## Biografía
Nace el 30 de agosto de 1959 en Hamburgo, Alemania. Pronto apuntó maneras para la guitarra, y comenzó a formarse tanto autodidácticamente como en academias y escuelas profesionales. Su talento le hizo ser famoso en el circuito germano, y así pasó a ser uno de los músicos de Rampage.
Sin embargo, cuando realmente le llega la fama es cuando, en 1989, entra en la superbanda Helloween sustituyendo a Kai Hansen. Con ellos estuvo alrededor de 12 años, grabando discos como "Pink Bubbles Go Ape", "Chameleon", "Master of the Rings", "Time of the Oath", "Better than Raw" y "The Dark Ride. También grabó con ellos el disco de versiones Metaljukebox y el directo High Live"
Grapow es un músico con muchas inquietudes, lo cual se refleja en que pese a estar tocando en una banda a tiempo completo no dejó de lado sus proyectos en solitario y en los años en los que fue guitarra de "la calabaza" publicó dos discos: "The Four Seasons of Life" (1997) y Kaleidoscope (1999).
Roland ha sido comparado con el virtuoso guitarrista sueco Yngwie Malmsteen, por su apariencia, su técnica y su pasión al componer sus temas. Ambos son fervorosos fanáticos de las guitarras Fender Stratocaster. Además muchos de los músicos que tocaron en su disco Kaleidoscope son ex Rising Force.
No obstante desde que formó Masterplan, Roland volvió a sus raíces rescatando las técnicas y virtudes de Michael Schenker, Uli Roth, John Sykes y Zakk Wylde, ya que según sus propias palabras "Durante mucho tiempo Yngwie fue mi héroe, pero cuando empezamos a escribir "The Dark Ride" volví a mis raíces, ya que me di cuenta que lo más importante es conseguir buenas melodías, no tocar siempre rápido." Ese cambio se vio reflejado porque comenzó a tocar con guitarras Gibson
Aún que la afirmación puede resultar un tanto exagerada, el hecho es que en Dark Ride, se puede degustar la esencia del Power Metal que venía inyectando a Helloween desde la salida de Hansen, de modo que, exagerando solo un poco decimos que, como consecuencia de mantener su línea principal en la música se vio obligado a buscar un instrumento más acorde para satisfacer sus necesidades musicales.
En 2001 tanto Roland Grapow como su compañero Uli Kusch fueron expulsados de Helloween por diferencias musicales con el guitarrista Michael Weikath. Lejos de dejar la música ambos dieron vida a un proyecto que llevaban mucho tiempo gestando: Masterplan. En 2003 la banda publica su álbum debut homónimo, y solo dos años después ve la luz su segundo LP: "Aeronautics", y será en el 2007 cuando aparece su tercer álbum Mk II.

## Discografía

### En solitario
- The Four Seasons of Life (1997)
- Kaleidoscope (1999)

### Rampage
- Victims of Rock (1981)
- Love Lights Up the Night (1983)

### Helloween
- Pink Bubbles Go Ape (1991)
- Chameleon (1993)
- Master of the Rings (1994)
- The Time Of The Oath (1996)
- High Live (1996)
- Better Than Raw (1998)
- Metal Jukebox (1999)
- The Dark Ride (2000)

### Masterplan
- Masterplan (2003)
- Aeronautics (2005)
- Mk II (2007)
- Time To Be King (2010)
- Novum Initium (2013)

### Paco Ventura Black Moon
- Fragile Crystal (2015)

### Kilmara
- Dont Fear The Wolf (2010)
- Love Songs And Other Nightmares (2014)
- Across The Realm Of Time (2018)
- Journey to the Sun (2025)